# Il cavaliere dell'area di rigore
Il cavaliere dell'area di rigore (エリアの騎士?, Eria no kishi) è un manga spokon dedicato al calcio, scritto da Hiroaki Igano e disegnato da Kaya Tsukiyama. L'opera è stata adattata in una serie televisiva anime prodotta da Shin-Ei Animation e trasmessa su TV Asahi dal 7 gennaio al 28 settembre 2012.

## Trama
Kakeru Aizawa è una matricola del liceo Enoshima della prefettura di Kanagawa, la sua passione è il calcio, e infatti desidera diventare una grande calciatore per tenere vivo il ricordo del fratello maggiore Suguru, ex stella nascente del calcio giapponese, aveva militato nella Nazionale Under-15, lui e Kakeru sono stati investiti da un camion: Suguru è morto mentre Kakeru, che aveva riportato gravissimi danni al cuore, è sopravvissuto grazie al cuore di Suguru che gli è stato trapiantato.
Kakeru si è iscritto all'Enoshima insieme alla sua cara amica Nana Mishima (di cui è innamorato) pure lei grande appassionata di calcio, nonché straordinaria giocatrice, che inizia a lavorare come manager nel club di calcio dell'Enoshima. La squadra è divisa in due fazioni: la squadra ufficiale guidata dall'allenatore Masakatsu Kondou dove giocano calciatori molto talentuosi quali il capitano Yuuji Sawamura, Ryouma Oda, Kenya Kudou, Michirou Takase e Gou Kaiouji, e poi la squadra non ufficiale allenata dal professore Teppei Iwaki dove militano altri giocatori altrettanto forti come Jumpei Hino, Akito Horikawa, Makoto Hyoudou, il portiere Leo Kurebayashi e soprattutto Ryuuichi Araki, ex compagno di squadra di Suguru nella nazionale giovanile, ritenuto un trequartista persino più capace di quanto lo fosse lo stesso Suguru. Kakeru si unisce alla squadra non ufficiale affrontando la squadra rivale per decidere chi rappresenterà l'Enoshima ai giochi scolastici, gli avversari riescono a portarsi in vantaggio grazie a Sawamura e Takase che segnano entrambi un gol, Kakeru riesce a mettere a segno una rete ma Oda con un altro gol allunga il vantaggio. Araki segna una rete aiutando la squadra a rimontare e Kakeru riesce a segnare il gol del 3-3, la partita finisce in pareggio, Kakeru sbaglia non essendo riuscito a trovare la rete con la rovesciata che avrebbe portato la sua squadra alla vittoria. I due team decidono di unirsi in un'unica squadra, potendo contare sui giocatori migliori delle due formazioni, con Iwaki come allenatore e Kondou come suo vice.
L'Enoshima punta al campionato nazionale, al quale solo una squadra di Kanagawa potrà partecipare, riesce a vincere comodamente le prime partite, per poi trovare il suo primo avversario ostico nel liceo Tsujidou, dove giocano il capitano Kim Dae-Sun (giocatore della nazionale giovanile della Corea del Sud), il centrocampista Kinichi Fuwa, la punta Kyousuke Hasegawa e il difensore Shou Sugama. Lo Tsujidou si porta in vantaggio quando Kim passa la palla ad Hasegawa con la rimessa laterale mentre lui eveva già superato i difensori evitando così il fuorigioco e infatti Hasegawa ha segnato comodamente, inoltre Sugama calciando segna la seconda rete. Kurebayashi viene sostituito da Lee Chu-Joon come portiere titolare, mentre Hino si fa espellere avendo commesso fallo contro Fuwa, comunque seppur in svantaggio numerico l'Enoshima trova la rimonta, infatti Kakeru segna un gol, mentre Hyoudou trova il pareggio con un tiro di testa e infine Kakeru segna la rete del 3-2 ottenendo la vittoria. L'Enoshima affronta il liceo Shounan dove giocano i due fortissimi difensori Michael Honda e Kouichi Hibino, quest'ultimo è amico di Kakeru dai tempi dell'infanzia. Hibino tira di punizione, Honda intercetta la palla e riesce a calciarla segnando un gol, ma Araki mette a segno la rete del pareggio, infine Kakeru realizza il gol del 2-1 conquistando la vittoria. La squadra affronta il liceo Yoin nel quale giocano il capitano Toru Asuka nel ruolo di difensore e l'attaccante Aruki Onimaru, la partita è molto combattuta e finisce sul 3-3 alla conclusione della seconda ripresa, Kakeru lascia il campo a causa del suo cuore, per via di un malore, e l'Enoshima perde ai calci di rigore infatti Araki non è stato capace di segnare l'ultimo rigore decisivo fallendo dagli undici metri.
La trama segue pure l'ascesa della carriera calcistica di Nana, e il suo esordio nella Nadeshiko Japan. Leo Silva, ritenuto il talento più forte della sua generazione, promessa del Brasile, nonostante le offerte da vari club professionisti in Europa decide di iscriversi al liceo Syukyu della prefettura di Tokyo per confrontarsi contro Kakeru in virtù del dualismo che lo legava a Suguru, infatti lui e Silva erano amici e rivali.
A rappresentare Kanagawa al campionato nazionale è il liceo Kamakura dove gioca il capitano, l'attaccante Akira Takajo, il centrocampista Ukyou Sera, e anche Hiromi Kunimatsu e Yuusuke Saeki entrambi compagni di scuola di Kakeru ai tempi delle scuole medie, infatti il Kamakura sconfigge per 1-0 lo Yoin a causa di un autogol di Asuka. Oltre a Silva lo Syukyu ha reclutato altri calciatori stranieri come il difensore Ricardo Vernardi soprannominato "Ricky" della nazionale giovanile dell'Argentina e l'attaccante Patrick Jemba del Camerun, ma anche tra i calciatori giapponesi della squadra ci sono ottimi atleti come il fortissimo portiere Eikichi Oba, l'attaccante Ryo Kazamaki e il difensore Taku Yukimura. Lo Syukyu vince il campionato nazionale battendo tutte le squadre avversarie compresa il Kamakura, che all'inizio con una rete di Takajo aveva ottenuto il vantaggio, ma Jemba ha segnato la rete del pareggio e infine Silva mettendo a segno il gol del 2-1 ha conquistato la vittoria.
Kakeru e Araki vengono convocati nella Nazionale Under-16, e con loro Hibino dello Shounan,  Kazamaki del Syukyu e Sera del Kamakura, inoltre Kakeru tra i convocati conosce altri giovani talenti dei campionati liceali quali il difensore Ryosuke Shima del liceo Yachigusa della prefettura di Chiba e il portiere Mikiya Toono del liceo Yokkaichi della prefettura di Mie. Il Giappone gioca un'amichevole contro la nazionale Under-16 degli Stati Uniti, a Kakeru viene concesso poco spazio in partita, il Giappone comunque grazie alle reti di Sera, Kazamaki e Araki vince per 3-0.
L'Enoshima decide di conquistare la Winter Kokuritsu, alla quale una sola squadra di Kanagawa potrà partecipare, le prime partite sono state facili di vincere, ma contro il liceo Sagamigaura la squadra non può contare su Araki che è stato convocato per giocare nella Coppa d'Asia giovanile. I giocatori più forti del Sagamigaura sono i gemelli Tendou ovvero Kazuhide e Tsuguhide, la squadra usa la tattica del calcio totale. Grazie a un assist di Kazuhide, suo fratello Tsuguhide segna il gol del vantaggio, ma Kakeru con una rete porta il risultato in parità, Lee durante la partita si infortuna e viene sostituito da Kurebayashi, infine Oda segna il gol del 2-1 e la squadra vince. Araki ritorna in squadra, dopo aver perso la finale del campionato asiatico contro la Corea del Sud che oltre a Kim Dae-Sun ha potuto contare sul giovane talento Shoger Park.
Ancora una volta devono affrontare la rivale dello Yoin dove adesso gioca anche il centroavanti Takumi Enishi, lo Yoin si porta in vantaggio di tre gol grazie alle reti di Asuka, Onimaru e Enishi, tuttavia Araki segna un gol cha dà inizio alla rimonta, Takase mette a segno un tiro di testa e infine Kakeru segna il gol del 3-3. Ancora una volta la partita tra le due squadre si decide ai rigori, Kakeru, Oda, Sawamura e Hyoudou riescono a segnare dal dischetto e infine Araki riesce a insaccare il rigore vincente del 5-4 vincendo la partita, fondamentale è stato il fatto che Kurebayashi ha parato il rigore di Enishi. L'ultima partita per accedere alla Winter Kokuritsu è contro il Kamakura, purtroppo l'Enoshima gioca con un uomo in meno dato che Oda viene espulso per aver commesso fallo contro Sera, quest'ultimo segna su punizione, mentre Saeki fornisce un cross a Takajo permettendo a quest'ultimo di segnare con un tiro di testa. Nonostante l'ottima difesa di Kunimatsu, l'Enoshima riesce a pareggiare con una doppietta di Kakeru, poi Hyoudou con un assist vincente permette ad Araki di segnare la rete del 3-2. Takajo tenta il pareggio con un tiro di testa ma la palla viene bloccata da Kurebayashi e l'Enoshima vince.
Ottenuto l'accesso alla Winter Kokuritsu l'Enoshima vince facilmente la prima partita contro il liceo Shizuna della prefettura di Shizuoka, sia Araki che Takase segnano un gol mentre Kakeru fa una doppietta imponendosi per 4-0. Lo Yokkaichi si rivela un avversario decisamente più difficile, Toono esegue delle parate spettacolari, ma Araki calcia un tiro molto potente e seppur Toono riesca a respingerlo Kakeru segna in tap-in e l'Enoshima conduce per 1-0, Toono nell'epilogo del match esce dalla porta tentando il pareggio con un tiro di testa ma Lee riesce ad afferrare la palla con la mano sinistra impedendo il tiro e mantenendo fisso il vantaggio e l'Enoshima vince di misura. L'Enoshima affronta lo Yachigusa nel quale oltre a Shima giocano pure il centrocampista Yuta Seko, l'attaccante Yosuke Hokuto e l'abile portiere Yutaka Shimura. Kakeru apre le marcature ma il vantaggio non dura molto, grazie alle parate di Shimura e all'abilità di Shima di usare l'aikido per rubare palla, lo Yachigusa riesce a bloccare l'offensiva avversaria, Seko segna su punizione e con il gol di Hokuto lo Yachigusa va in vantaggio. Sawamura calcia con il sinistro trovando la rete del pareggio, Kakeru poi segna il gol del 3-2 e proprio quando Seko tenta il pareggio con un ultimo tiro Lee riesce a parare la palla preservando il vantaggio e l'Enoshima vince.
In semifinale l'Enoshima affronta il liceo Hooh della prefettura di Shiga dove giocano i due attaccanti Tatsumi Kai e Shiba Ryousuke. Lo Hooh si porta in vantaggio con una rete di Kai, mentre a Ryousuke viene concesso un rigore che riesce a trasformare dopo che aveva subito fallo. Araki esegue un calcio d'angolo e Kakeru con il piede destro devia la palla in rete segnando il primo gol per la squadra, mentre Oda mette a segno il gol del pareggio. Kai segna un'altra rete ma Araki con un gol riporta ancora una volta il risultato in parità, e infine Kakeru segna la rete del 4-3 l'Enoshima vince il match.
Lo Syukyu e l'Enoshima si contengono la finale, grazie alla difesa di Ricky e Yukimura, oltre alle parate di Oba, la difesa dello Syukyu è davvero difficile da superare, la squadra si porta in vantaggio con un tiro di testa di Jemba per poi aumentare il distacco con due gol dalla corta distanza segnati da Silva. Araki è il primo a segnare una rete per l'Enoshima, successivamente grazie al cross di Horikawa la squadra riduce lo svantaggio per merito del gol di testa realizzato da Takase. Jemba serve un perfetto assist a Kazamaki che segna calciando di prima intenzione, Sawamura comunque riesce a fare un gol tirando dalla lunga distanza e Kakeru segna la rete del pareggio con un pallonetto. Silva approfittando del fatto che Lee aveva lasciato la porta scoperta tira da fuori area e sebbene Lee riesce a bloccare la palla purtroppo la sfera ha oltrepassato la linea concedendo dunque il quinto punto per lo Syukyu che si porta nuovamente in vantaggio, Kudou tira di testa ma Oba respinge la palla che però Kaiouji con il piede destro riesce a deviare in rete e l'Enoshima pareggia nuovamente, infine Kakeru calciando con il sinistro segna l'ultimo gol, quello del 6-5, Silva tenta il pareggio con un ultimo tiro che però viene fermato dalla parata di Lee permettendo alla propria squadra di battere lo Syukyu e di conquistare la Winter Kokuritsu.
La trama segue poi il percorso di Kakeru nel professionismo, militando nel modesto club giapponese Shonan Blue Impulse, e al suo esordio nella nazionale Under-22. Kakeru e Nana sono diventati una coppia, infine Kakeru gioca nella nazionale maggiore affiancato da coloro che erano i suoi compagni di squadra e anche i suoi avversari nei campionati liceali, e nella semifinale della Coppa del Mondo Kakeru viene osteggiato dal suo rivale Silva che gioca per il Brasile, Kakeru segna il gol della vittoria in questo modo il Giappone sfida la Germania in finale.

## Media

### Manga
Area no kishi è stata scritta da Hiroaki Igano e disegnata da Kaya Tsukiyama. La serie è stata serializzata su Weekly Shōnen Magazine dal 2006 al 2017. I capitoli sono poi stati raccolti e ristampati in 57 volumi tankōbon.

### Anime
L'adattamento della serie in un anime è stato annunciato per la prima volta nel 43° numero di Weekly Shōnen Magazine nel 2011. È prodotto da Shin-Ei Animation e diretto da Hirofumi Ogura. La serie è andata in onda il 7 gennaio 2012 su TV Asahi e si è conclusa il 28 settembre 2012. L'opera è trasmezza in simulcast in diversi Paesi del mondo da Crunchyroll.
La versione animata, oltre a non coprire tutta la trama dato che si conclude alla vittoria sulla squadra del liceo Sagamigaura, pur ripercorrendo lo stesso filo narrativo, non lo ricostruisce in maniera del tutto fedele alla versione cartacea, infatti nell'anime sono assenti numerose scene e alcuni elementi chiave sono stati narrati in maniera diversa da quelli del manga.
La serie utilizza come sigla di apertura Higher Ground (ハイヤーグラウンド?, Haiya Guraundo) degli "S.R.S".